# Verkiezingen voor het Europees Parlement 2019/Kandidatenlijst/CU-SGP
De kandidatenlijst voor de Europese Parlementsverkiezingen 2019 van de lijst ChristenUnie-SGP (lijstnummer 7) is na controle door de Kiesraad als volgt vastgesteld. Op de lijst stonden 18 kandidaten voor de ChristenUnie en 12 voor de SGP.
| Plek | Naam                                   | Woonplaats             | Partij |
| ---- | -------------------------------------- | ---------------------- | ------ |
| 1.   | Van Dalen P. (Peter)                   | Houten                 | CU     |
| 2.   | Ruissen H.J.A. (Bert-Jan)              | Krimpen aan den IJssel | SGP    |
| 3.   | Haga A. (Anja)                         | Dokkum                 | CU     |
| 4.   | Strijker A.T. (Anne)                   | Amersfoort             | CU     |
| 5.   | Van den Berge H. (Henk)                | Apeldoorn              | SGP    |
| 6.   | Droog A.N. (Arjen)                     | Lunteren               | CU     |
| 7.   | Brouwer E. (Evert-Jan)                 | Gouda                  | SGP    |
| 8.   | Kennedy-Doornbos S.J. (Simone)         | Amersfoort             | CU     |
| 9.   | De Jong J.H. (Jannes)                  | Genval (BE)            | CU     |
| 10.  | Gunter G.A. (Gijsbrecht)               | Nieuwdorp              | SGP    |
| 11.  | Koffeman-Kramer J. (Johanna)           | Urk                    | CU     |
| 12.  | Versteeg A. (Arnold)                   | Wekerom                | SGP    |
| 13.  | Kumar A.D.J.M. (Anil)                  | Zoetermeer             | CU     |
| 14.  | Ten Napel K.A. (Klariska)              | Zwolle                 | CU     |
| 15.  | Massink H.F. (Henk)                    | Houten                 | SGP    |
| 16.  | Verburg J.H. (Jan Henk)                | Goes                   | CU     |
| 17.  | Middelkoop P.N. (Nathanaël)            | Urk                    | SGP    |
| 18.  | Mayaki-van der Horst P.T.A. (Patience) | Ulft                   | CU     |
| 19.  | Hart E.J. (Efraïm)                     | Amsterdam              | CU     |
| 20.  | Den Boef P.J.L. (Leonard)              | Houten                 | SGP    |
| 21.  | Niemeijer-Schaap M.J. (Maaike)         | Utrecht                | CU     |
| 22.  | Krooneman H. (Henri)                   | Veenendaal             | SGP    |
| 23.  | Heng Z.J.B. (Bryant)                   | Almere                 | CU     |
| 24.  | Volmer F.J.C. (Jarno)                  | Lelystad               | CU     |
| 25.  | Keuken J.W. (Hans)                     | Ochten                 | SGP    |
| 26.  | Jonkman R. (Rob)                       | Siegerswoude           | CU     |
| 27.  | Boersma A. (Ardjan)                    | Papendrecht            | SGP    |
| 28.  | Van de Fliert M.J. (Maarten)           | Harderwijk             | CU     |
| 29.  | Ceder D.G.M. (Don)                     | Amsterdam              | CU     |
| 30.  | Schippers J.A. (Jan)                   | Rotterdam              | SGP    |

Democraten 66 (D66) ·
CDA-Europese Volkspartij · 
PVV (Partij voor de Vrijheid) ·
VVD · 
SP (Socialistische Partij) ·
P.v.d.A./Europese Sociaaldemocraten ·
ChristenUnie-SGP ·
GROENLINKS ·
Partij voor de Dieren ·
50PLUS ·
JEZUS LEEFT ·
DENK ·
De Groenen ·
Forum voor Democratie ·
vandeRegio & Piratenpartij ·
Volt Nederland